# Alfred Rosenheim
Alfred Rosenheim (San Luis, 10 de junio de 1859 - Los Ángeles, 9 de septiembre de 1943) fue un arquitecto estadounidense, miembro del Instituto Americano de Arquitectos. Durante la primera parte del siglo XX, fue uno de los arquitectos más destacados de Los Ángeles, en California. Entre sus obras más importantes cabe destacar el edificio Hellman, los grandes almacenes Hamburger, la segunda iglesia de Cristo, Científico y la casa de Eugene W. Britt.

## Educación e inicios
Alfred Rosenheim nació en una familia judía procedente de Alemania en San Luis, Misuri. Entre los años 1872 y 1875, tras haber asistido previamente a varias escuelas públicas en Misuri, decidió irse a estudiar a Fráncfort del Meno, en Alemania. En 1876 regresó a los Estados Unidos y comenzó a estudiar en la Universidad Washington en San Luis hasta 1879. Entre 1879 y 1881 fue estudiante en el Instituto de Tecnología de Massachusetts.
Rosenheim comenzó su carrera como dibujante trabajando para Charles K. Ramsay de Boston de 1881 a 1883. A principios de 1884, se unió a la práctica del Mayor Francis D. Lee, entonces el principal arquitecto de San Luis. Cuando Major Lee murió en 1885, Rosenheim se hizo cargo de la práctica. En 1894, formó una sociedad con TC Link y William B. Ittner que duró hasta 1897. De 1897 a 1899, trabajó en sociedad con su hermano menor, Samuel F. Rosenheim, con Alfred trabajando en Boston y Samuel en San Luis. Durante este tiempo, la firma Rosenheim diseñó Farragut Chambers, un edificio de apartamentos de diez pisos en Washington D. C., y varias estructuras en Boston y Worcester, Massachusetts . En 1899, Rosenheim regresó a San Luis, donde permaneció hasta 1903.

## Obras

### Edificio Hellman

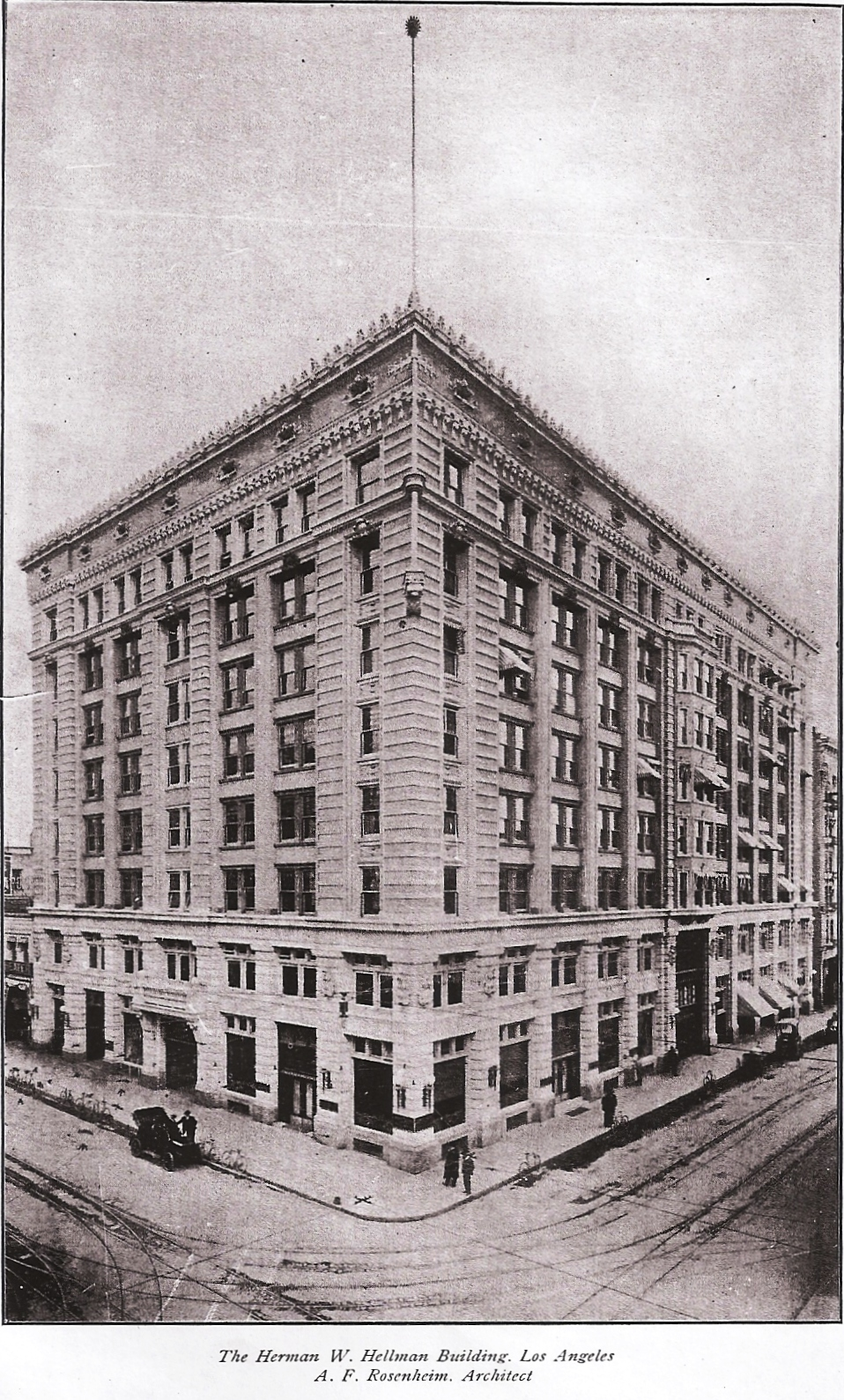
Edificio Hellman

En 1902, Rosenheim recibió un encargo de Herman W. Hellman para diseñar el edificio Hellman, que sería el edificio con estructura de acero más grande de Los Ángeles. Se mudó a Los Ángeles en febrero de 1903 para supervisar personalmente su construcción, que continuó hasta noviembre de 1904. La impresionante estructura de ocho pisos ubicada en el corazón del nuevo distrito financiero de la ciudad estableció la reputación de Rosenheim en la joven ciudad. The Architect and Engineer of California escribió que el edificio "universalmente se considera el mejor monumento arquitectónico de Los Ángeles", construido a un costo sin precedentes de $ 1 millón. La estructura se construyó con un armazón de esqueleto de acero completo, pisos de concreto y tabiques de metal.

### Hamburger’s

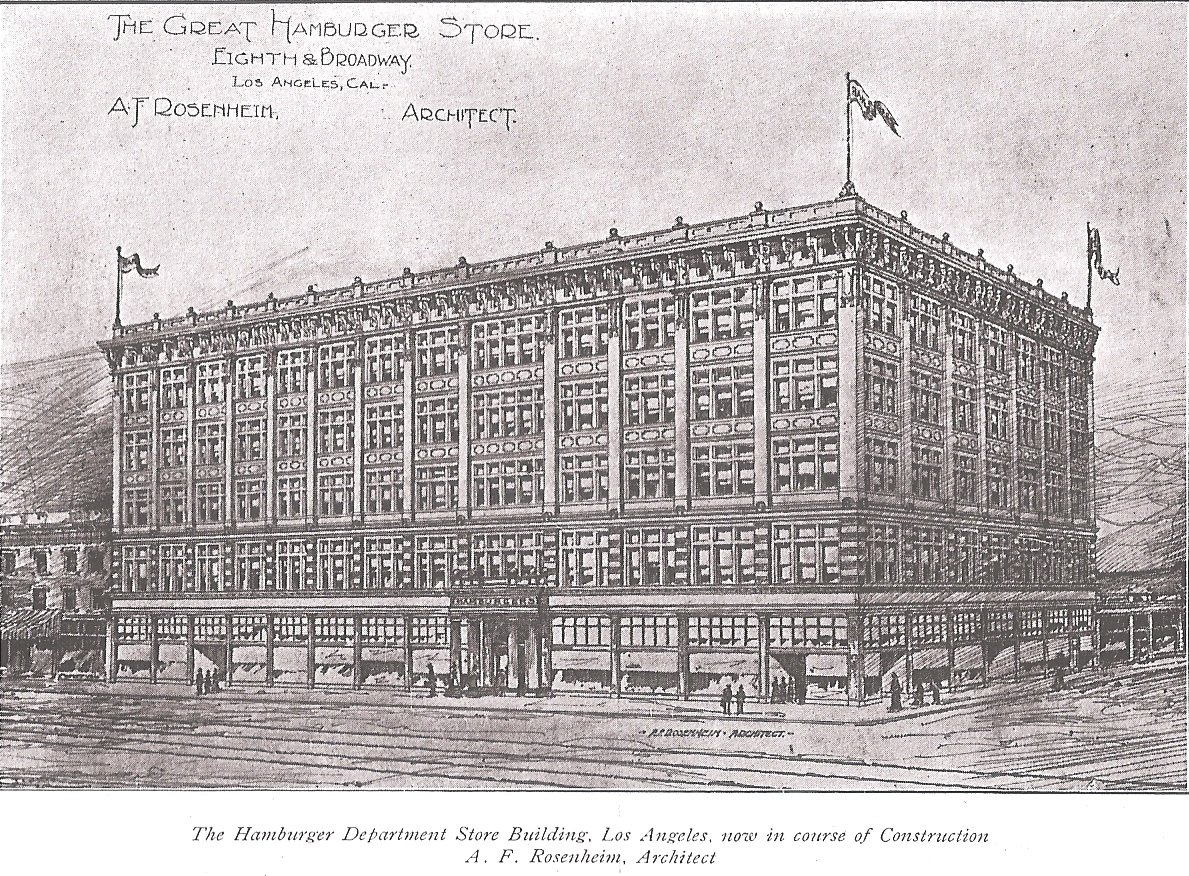
Tienda departamental de hamburguesas

Después de su trabajo en el edificio Hellman, Rosenheim fue contratado por A. Hamburger & Sons Co. para diseñar y supervisar la construcción de su gigantesca tienda departamental Hamburger, un edificio de cinco pisos en la esquina de Broadway y Eighth Street. Hamburger's más tarde se convirtió en el May Co. Building del centro de la ciudad, la tienda por departamentos más grande en el oeste de los Estados Unidos cuando abrió. Siguieron comisiones adicionales en Los Ángeles, donde Rosenheim construyó su práctica y permaneció por el resto de su vida.

### Segunda Iglesia de Cristo, Científico

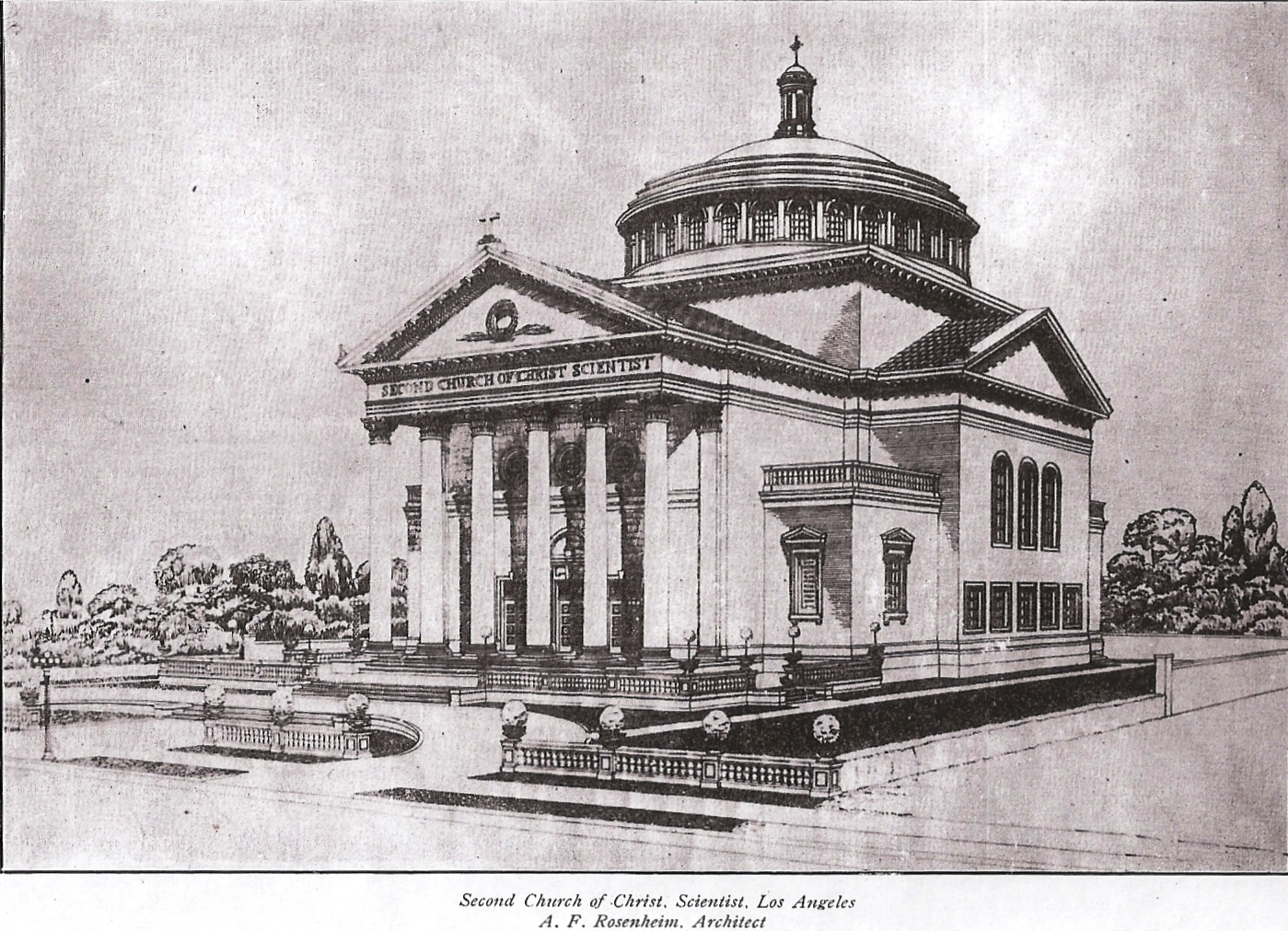
Segunda iglesia de Cristo, Científico (Los Ángeles, California)

Otro edificio emblemático de Los Ángeles diseñado por Rosenheim es la Segunda Iglesia de Cristo, Científico, una gran iglesia con cúpula construida en 1907 en el distrito de West Adams.

### Otras obras
También diseñó el Teatro Broadway de Clune, el Teatro Majestic (en el lado este de Broadway entre las calles Sexta y Séptima),  el bloque Chapman (en la esquina sureste de las calles Quinta y Los Ángeles),  y los edificios ocupados por Farmers & Merchants Bank y Security-First National Trust and Savings Bank.

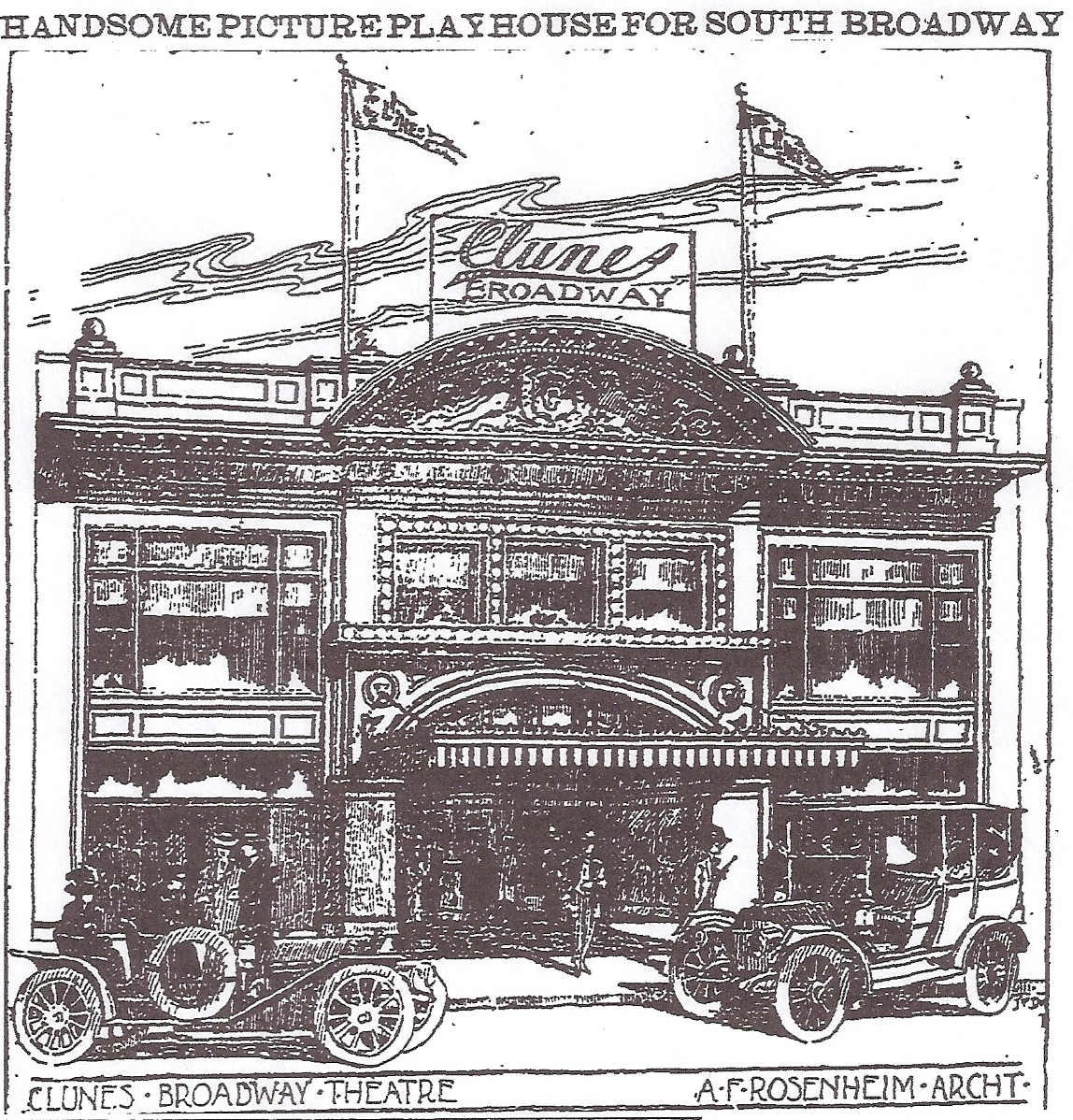
Teatro Broadway de Clune, como se muestra en Los Angeles Times, 17 de julio de 1910

Rosenheim también diseñó muchas casas palaciegas para los ricos de la ciudad, incluida una casa para Edward L. Doheny en Beverly Hills, la residencia Reeves en West Adams, la casa Eugene W. Britt en West Adams y la mansión Judson C. Rives en Westchester Place. La mansión de ladrillo que diseñó como su propia residencia en 1910, ubicada en 1120 Westchester Place, fue considerada "una de las mejores casas de Los Ángeles".

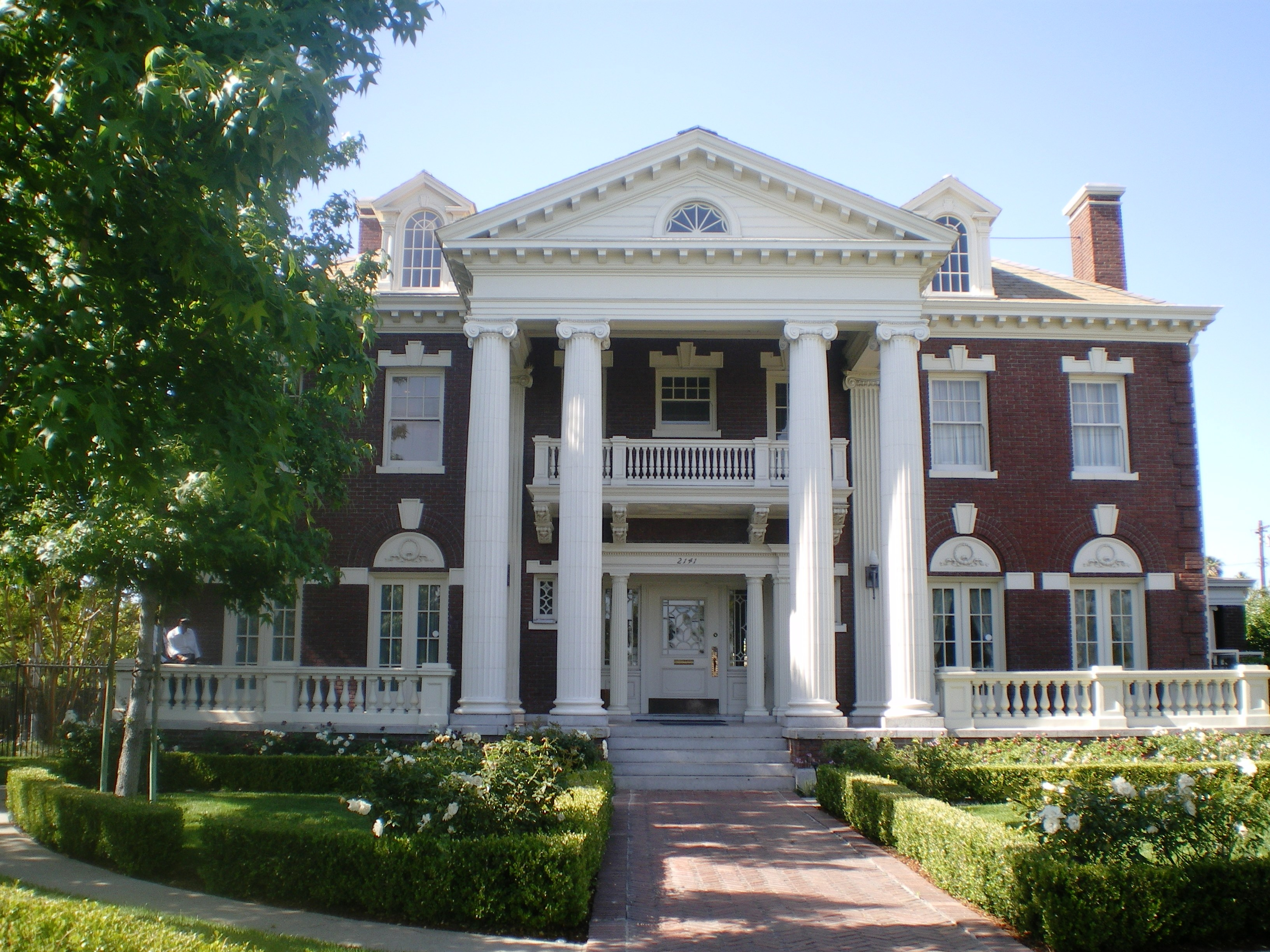
Casa de Eugene W. Britt

La última comisión importante de Rosenheim fue la escuela secundaria Hollenbeck Junior High School en 1937. La escuela Hollenbeck fue un punto de partida para Rosenheim, considerado "moderno" por muchos en ese momento. Rosenheim se mostró reacio a reconocer que la escuela era moderna y escribió lo siguiente en la edición de abril de 1939 de The Architect and Engineer:

"No considero los edificios particularmente 'modernos' aunque las unidades de administración y salón de actos pueden poseer algo parecido al llamado estilo 'contemporáneo'. Personalmente, no dudo en expresar la ferviente esperanza de que la arquitectura 'modernista' no sea una tendencia permanente. Tengo la fuerte sensación de que la mayor parte del trabajo moderno que vemos en el país tiene muy poco derecho a la belleza arquitectónica. De hecho, me inclino a dudar si puede considerarse estrictamente como arquitectura. Pero cualquiera que sea elige llamar el estilo de mi Escuela Hollenbeck, parecía apelar a la Junta de Educación y su arquitecto"."

## Escándalo de la Comisión de Artes y vida posterior
Rosenheim se convirtió en miembro de la AIA en 1889 y se desempeñó como presidente de su capítulo del sur de California. Después de varios años sirviendo como Secretario de la Comisión Municipal de Artes de Los Ángeles, Rosenheim fue destituido luego de un escándalo ampliamente publicitado en 1921. Después de que la comisión rechazó una propuesta de un joyero para erigir un reloj ornamental en la acera, Rosenheim ofreció, por una tarifa de $250, para preparar dibujos que él podría "garantizar con seguridad" serían aprobados por la comisión. Luego, los planes redactados por Rosenheim se aprobaron en una reunión especial de la comisión celebrada en la oficina de Rosenheim un sábado por la mañana.  Rosenheim insistió en que no había hecho nada inapropiado, pero el Ayuntamiento votó por unanimidad para destituirlo, y la rama local del Instituto Americano de Arquitectos recomendó un término de suspensión de sus filas.
Rosenheim murió de una enfermedad cardíaca en el Hospital de California en 1943 a los 84 años. Le sobrevivió su esposa, Ruth.